# Chartreuse de Valdice
La Chartreuse de l'Assomption-de-Notre-Dame ou encore Camp-Notre-Dame est une ancienne chartreuse, qui était situé à Valdice, en allemand : Walditz, près de Jičín, province de Bohême orientale, en Tchéquie.
C'est l'un des bâtiments les plus importants du début du baroque italien en Bohême et le bâtiment baroque le plus célèbre de la région de Jičín . Depuis le milieu du XIXe siècle, le quartier sert de prison.

## Histoire

### Chartreuse de Štípa
Une première installation près de Fryšták précède celle de Valdice. 

### Chartreuse de Valdice

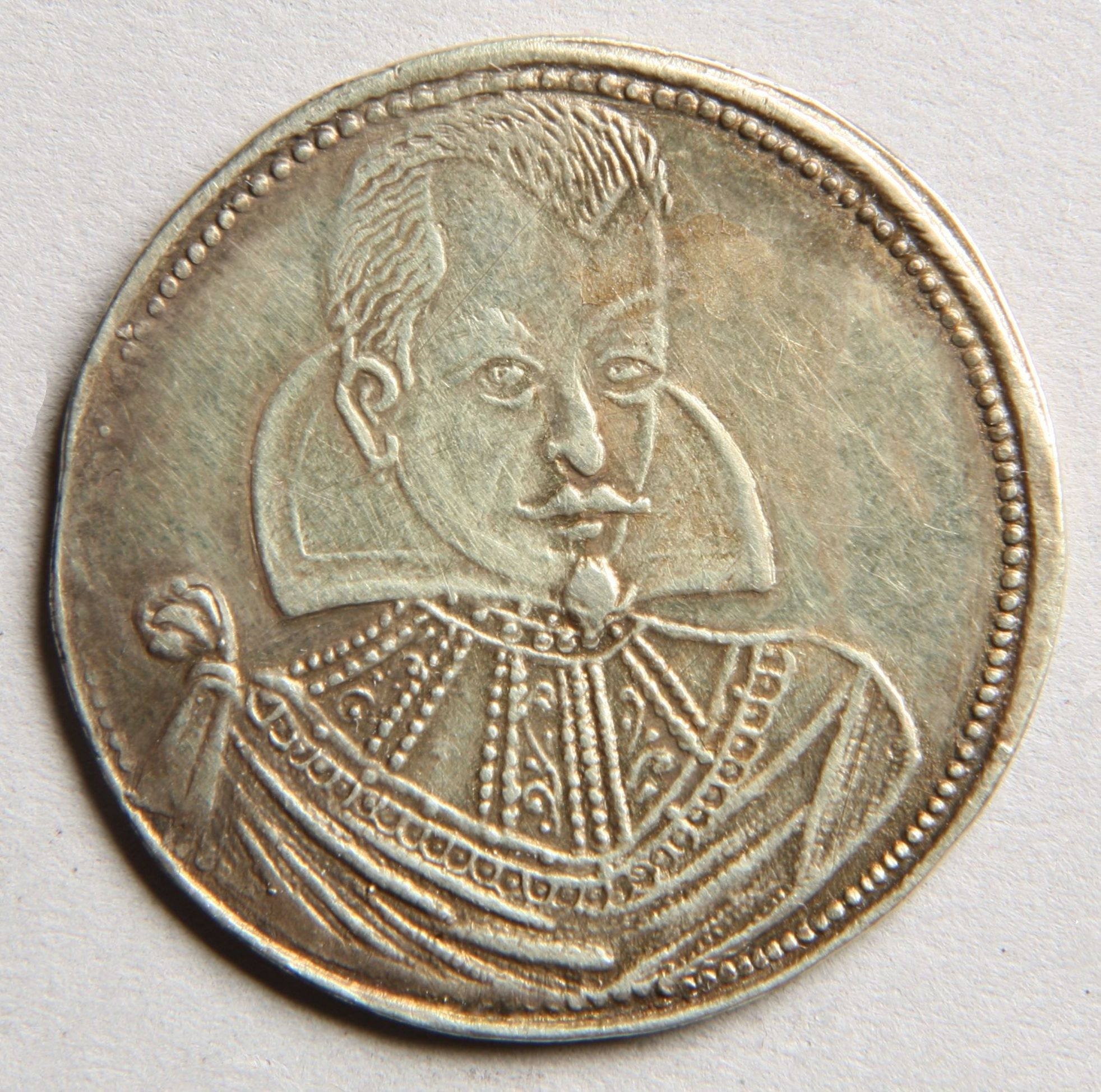
Médaille de la fondation
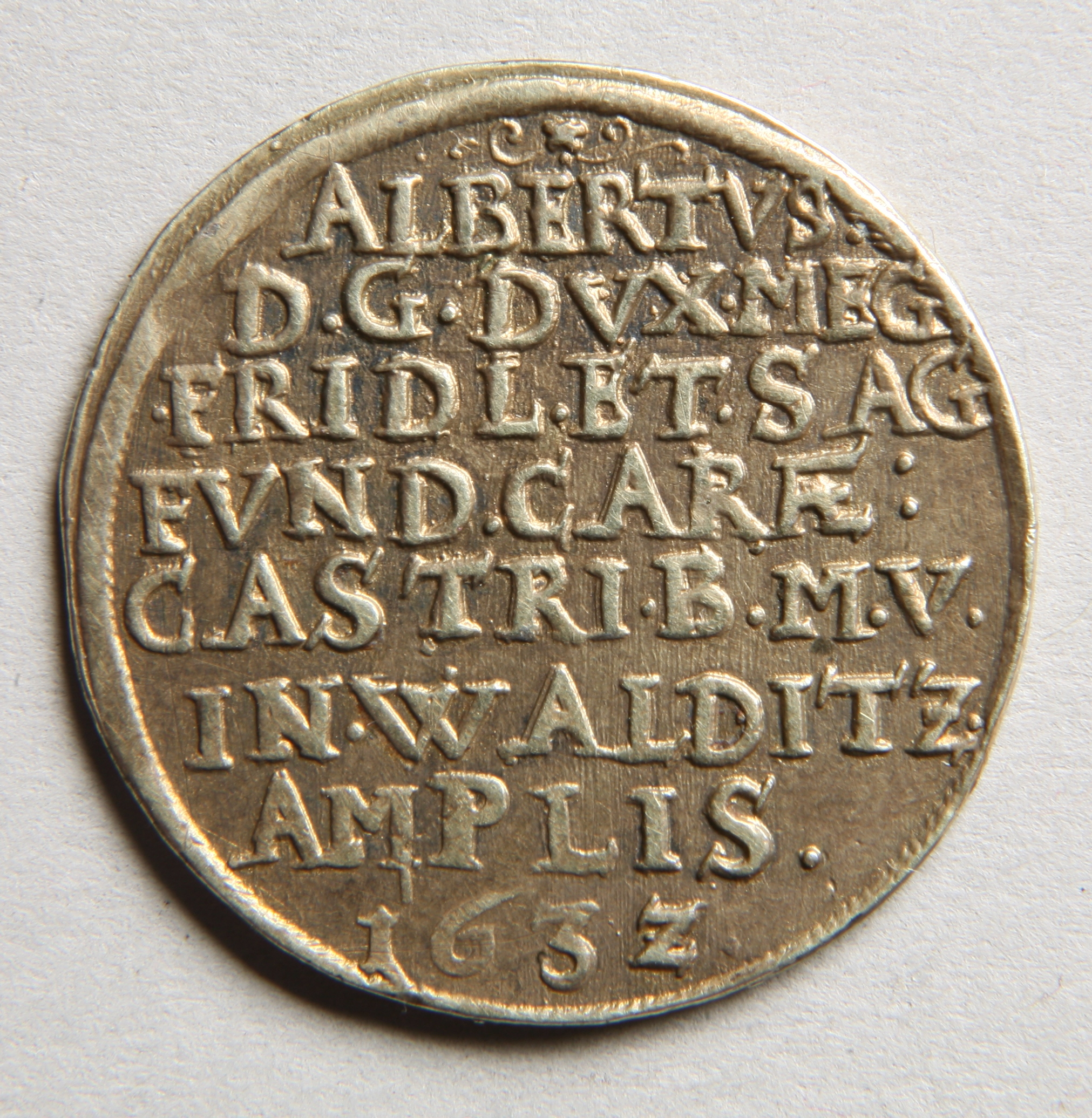
1632

La chartreuse de Štípa, est ruinée en 1620 par les luthériens, son fondateur, Albert de Wallenstein, l'un des généraux de la guerre de Trente Ans, devenu prince de Friedland, fait une nouvelle fondation à Valdice et la nouvelle charte est signée en 1627. 
En attendant que les constructions puissent abriter les religieux venant de la Mauerbach, ceux-ci résident dans une citadelle voisine, appelée Radym. La charte de fondation de la chartreuse de Valdice est signée le 8 décembre 1627, elle contient une très ample dotation dont la maison-mère a aussi sa part. En 1632, une partie de la façade et l'aile méridionale du monastère étant achevées, les moines viennent habiter la chartreuse, et, le 30 juillet de la même année, la première pierre de l'église est posée avec grande solennité. La communauté, venant de Mauerbach, est installée en 1632 dans les nouveaux bâtiments. 
Après l'assassinat de Wallenstein (en), le 25 janvier 1634, ses biens sont confisqués, l'empereur Ferdinand II se déclare le fondateur du monastère, par une charte datée du 20 mars 1635.
La chartreuse est achevée selon l'ancien plan. Sous Ferdinand III, l'église conventuelle est consacrée par l'archevêque de Prague, Mathias Ferdinand; mais en 1676, le jour de Saint Marc, un incendie la réduit en cendres, sauf la maçonnerie et les autels. De généreuses libéralités permettent bientôt de procéder à d'importants travaux de restauration et d'ornementation, de sorte qu'on la disait la plus belle des chartreuses " allemandes ". Elle est supprimée en 1782 par Joseph II.

## Prieurs
Le prieur est le supérieur d'une chartreuse, élu par ses comprofès ou désigné par les supérieurs majeurs.
- 1627 : Philippe de Bussek, recteur, puis prieur.
- Bruno Lignanns (†1638).
- Wilhem d'Ortenburg (†1647).
- 1648-1650 : Laurent Wartemberger.
- 1672-1678 : Léopold Brenner.
- 1678-1688 : Hugues Hartinger, auteur d'une Histoire abrégée des Chartreuses de Bohême.

## Architecture

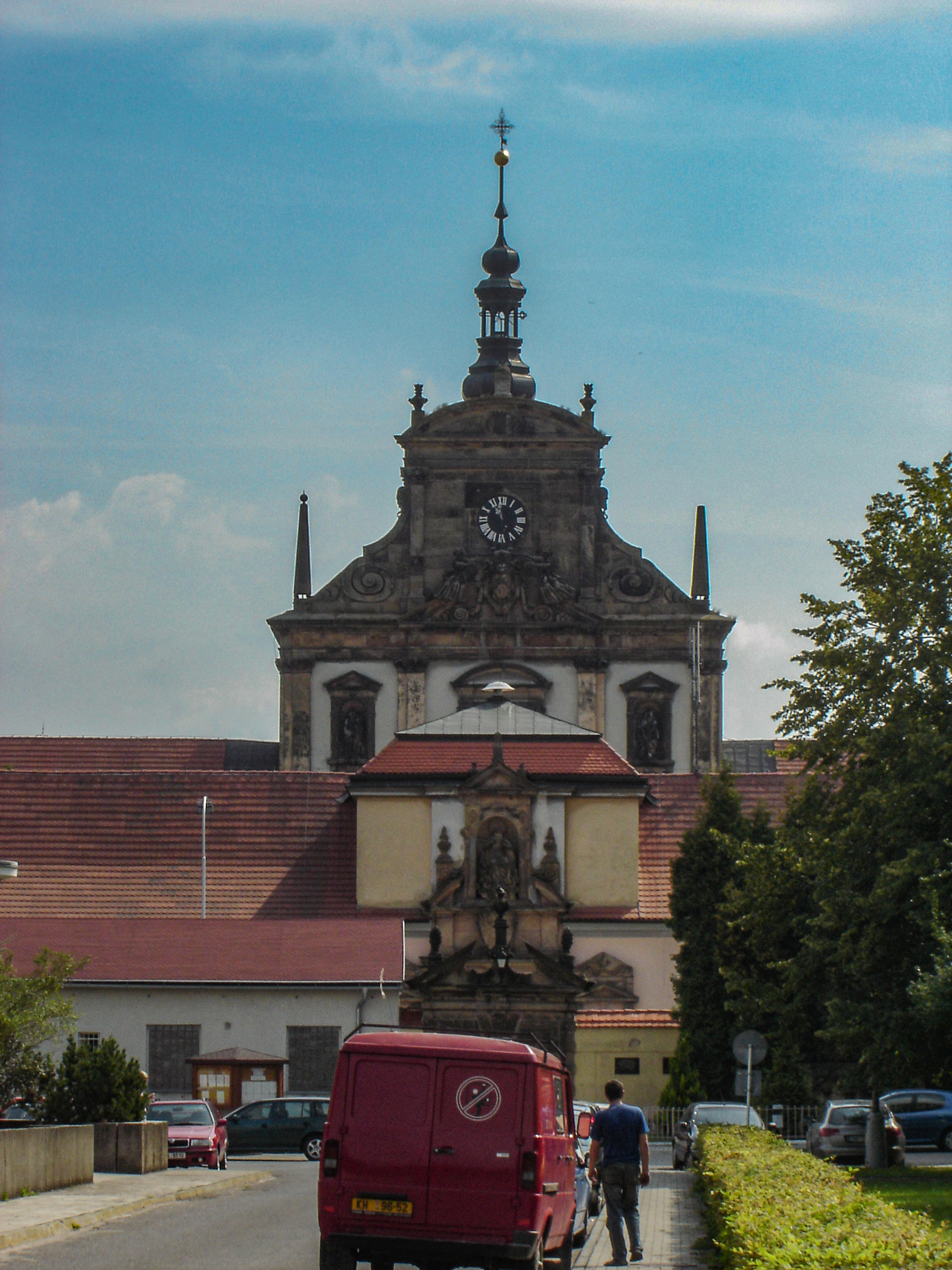
Église de l'Assomption de la Vierge Marie

Le monastère est construit selon un projet de 1627 de l'architecte italien Andrea Spezza (de), son frère Giovanni Battista Spezza et Franz Latomus ont commencé la construction en 1630; Niccolo Sebregondi et  Giovanni de Galliano Pieroni (en) l'ont achevé en 1655. Les intérieurs ont été réalisés jusqu'en 1665. 
Les bâtiments sont, selon un plan approximativement rectangulaire, disposés symétriquement à partir de la porte d'entrée, le long de l'axe longitudinal ouest-est, avec l'église entourée d'un cloître au milieu du complexe. Les ailes latérales sont à l'origine les cellules des moines, isolées, chacune avec son propre jardin. L'église de l'Assomption-de-la-Vierge-Marie, autrefois dédiée à saint Bruno et plus tard à saint Joseph est une basilique à trois nefs, avec trois paires de chapelles latérales selon le plan de Jacopo Barozzi da Vignola, les autels de sainte Barbe, patronne des prisonniers (sic) et des artilleurs et de saint Bruno et la chaire du XVIIe siècle. Sur le portail d'entrée, il y a un blason impérial autrichien sculpté, des années 1650 et dans ses niches quatre statues de saint Bruno, saint Hugues, saint Jean-Baptiste et saint Joseph.  D'autres installations ont été déplacées dans les églises de Radim et Úbislavice après 1782.  
Depuis 1698, devant la chartreuse se dresse une colonne avec une statue de saint Jean de Népomucène.
aménagement intérieur et décoration
Les éléments architecturaux en pierre et en stuc, à l'intérieur et à l'extérieur, sont de précieuses décorations du début du baroque, ainsi que des restes de peintures au plafond et aux murs et des portes incrustées en bois. Les prisonniers ont participé aux réparations ou restaurations dans la deuxième décennie du XXe siècle.

## Histoire de la prison
Dans les années 1855-1856, L'administration fait transformer les bâtiments en une prison selon un plan de l'architecte viennois Wehrenfenning. Les cellules des moines sont surélevées par un étage et une cour de prison est aménagée en zone piétonne fermée. La perfection de la clôture des ailes transversales de la cour de 1863 ont fait des bâtiments une prison sûre et redoutée. 
Des prisonniers politiques, dont certains sont morts ici, ont également été emprisonnés sous le régime communiste. En 1950, P. Josef Toufar, un prêtre de Číhošť, a été torturé dans la prison. La prison est toujours en activité et est l'une des prisons les plus surveillées de la République tchèque.